# Monfarracinos (kommunhuvudort)
Monfarracinos är en kommunhuvudort i Spanien.   Den ligger i provinsen Provincia de Zamora och regionen Kastilien och Leon, i den centrala delen av landet, 210 km nordväst om huvudstaden Madrid. Monfarracinos ligger 643 meter över havet och antalet invånare är 782.
Terrängen runt Monfarracinos är platt. Runt Monfarracinos är det ganska glesbefolkat, med 26 invånare per kvadratkilometer. Närmaste större samhälle är Zamora, 6,2 km sydväst om Monfarracinos. Trakten runt Monfarracinos består till största delen av jordbruksmark.